# الخوف من المعالجة السنية
الخوف من المعالجة السنية أو رهبة المعالجة السنية (بالإنجليزية: dental phobia)‏ والقلق من تلقي العلاج السني والرهبة من زيارة طبيب الأسنان. وهو مصطلح يشير إلى الخوف من طب الأسنان ومن تلقي العناية بالأسنان. ومع ذلك فقد أوصي بعدم استخدام هذا المصطلح بالنسبة للأشخاص الذين لا يشعرون بمخاوف مفرطة أو غير معقولة، بل يوصف للأشخاص الذين يعانون من اضْطِرابُ الكَرْبِ التَّالي للرَّضْح، وهنا يكون الخوف ناجم عن الخبرات بالمعالجات السنيّة السابقة.

## الانتشار
تشير التقديرات إلى أن حوالي 75% من البالغين في الولايات المتحدة الأمريكية يعانون من الخوف من المعالجة السنية بدرجات بين المتوسطة والشديدة. لكن حوالي 5-10 % في الولايات المتحدة يخشون من تلقي المعالجة السنيّة ويتجنبون العناية الطبيّة بالأسنان بأيّ وسيلة. الكثير من الأشخاص الذي يعانون من الخوف من المعالجة السنية يلجأون إلى تلقي العلاج في الحالات الطارئة فقط مثل: وجع الأسنان والخراج السني. [بحاجة لمصدر] وغالبًا ما يبقون في «دورة تجنّب» بسبب مخاوفهم، حيث أنهم يتجنبون زيارة طبيب الأسنان خوفًا من تلقي العلاج السني إلى أن يصابوا بحالة مرضية طارئة تتطلب العلاج الغزوي، وذلك من الممكن أن يكون له دور كبير في تعميق وزيادة خوفهم.
تميل النساء عادةً للإبلاغ عن حالات الخوف أكثر من الرجال، وصغار السن يعدون أكثر خوفًا من كبار السن، وبشكل عام، يميل الناس إلى الإبلاغ عن حالات خوف أكبر فيما يتعلق بتلقي العلاج للحالات الغزوية الشديدة كالجراحة الفموية، على خلاف الحالات الأقل شدة مثل: تنظيف الأسنان المهني والوقاية الفموية.

## الأسباب

### الخبرات المباشرة
الخبرة المباشرة هي الطريقة الأكثر شيوعًا لدى الناس لتطوّير مخاوفهم السنيّة . فمعظمهم يقومون بالتبليغ عن خوفهم بعد المرور بتجربة صعبة ومؤلمة أثناء معالجة أسنانهم . ومع ذلك، التجارب المؤلمة أو الصادمة وحدها لا تفسّر هذه الرهبة ؛ لأنّ طريقة طبيب الأسنان في المعالجة تعد عامل مهم جدًا، حيث أن أطباء الأسنان غير المهتمين وغير المكترثين يساعدون على نشوء مخاوف عالية لدى الشبان على الرّغم من عدم وجود تجارب مؤلمة لديهم، في حين أن بعض الذين مرّوا بتجارب مؤلمة لم تستمر مخاوف عندما تعاملوا مع أطباء أسنان يقدمون الرعاية والاهتمام الجيدين .

### الخبرات غير المباشرة
التعلم غير المباشر
قد يتطوّر الخوف من العلاج السني بالسماع عن التجارب المؤلمة للآخرين والآراء السلبية عن طب الأسنان.
وسائل الإعلام
التصوير السلبي لطب الأسنان في وسائل الإعلام المختلفة وفي الأفلام الكرتونية قد يُساهم أيضًا في تطويرالمخاوف.[بحاجة لمصدر]ومثال على ذلك: الفيلم الكوميديThe Dentistلعام 1932، وفيلم الرعب The Dentist، والجزء الثاني منه، والفيلم الكرتوني الكوميدي The Merry Old Soul لعام 1933، وكذلك Marathon Man(الخصم د.كريستيان زيل مجرم الحرب النازية الذي يقوم بالتعذيب بمعدات الأسنان).
تعميم المحفزات
قد يتطور الخوف من العلاج السني نتيجة لتجربة مؤلمة سابقة لكن في غير سياق الأسنان.على سبيل المثال: التجارب السيئة مع الأطباء أو في بيئة المستشفى قد تؤدي بهم للخوف من المعاطف بيضاء ورائحة المعقمات، وهو أحد الأسباب التي جعلت أطباء الأسنان في الوقت الحاضر يختارون ارتداء الملابس الأقل رهبةً. وفي بعض الحالات، قد يكون العلاج السني أمر مهدد وسيء بالنسبة للأشخاص الذين تعرضوا للاعتداء الجنسي أو البدني أو العاطفي.
العجز وافتقار التحكم
إذا كان اعتقاد الشخص بأنه ليس لديه القدرة على التأثير بالأحداث السلبية التي مرّ بها؛ فإنه سوف يواجه العجز أمام رهبة الأسنان (انظر العجز المتعلم). وقد أظهرت الأبحاث أن إدراك الشخص أنه يفتقر للقدرة على السيطرة على ذاته وعلى مخاوفه سيؤدي به إلى الخوف المحتم، وأن الاعتقاد المعاكس، بأنه يمتلك القدرة والسيطرة، سيؤدي به إلى تقليل المخاوف. مثلًا، الاعتقاد بأن طبيب الأسنان سوف يتوقف عندما يعطي المريض إشارة التوقف؛ يقلل من مخاوف المريض. وقد يكون العجز ونقص التحكم نتيجة الخبرات المباشرة أيضًا، فمثلًا امتناع طبيب الأسنان عن التوقف حتى وإن كان جليًا ظهور ألم شديد على المريض.

## التشخيص
الخوف والرهبة من العلاج السني يتم تشخيصه في بعض الأحيان باستخدام عدّة مقاييس تستخدم لقياس الخوف، مثل : مقياس كوراس للقلق السنّي، أو مقياس القلق السنّي المعدّل.[بحاجة لمصدر]

## العلاج
يشمل العلاج خليط من التقنيات السلوكية والدوائية. فهناك عيادات متخصصة في المخاوف السنيّة تستخدم كلًّا من علماء النفس وأطباء الأسنان ؛ لمساعدة الناس على التقليل من مخاوفهم فيما يتعلق بتلقي المعالجة السنية. حيث أن الهدف من تلك العيادات هو تزويد الأشخاص بالمهارات الإدارية اللازمة لتساعدهم على تلقي العلاج السني بأقل حد من المخاوف والقلق. في حين أن العيادات المتخصصة في مساعدة الأفراد على التغلب على مخاوفهم نهائيّاً تكون نادرة. الكثير من أطباء الأسنان خارج هذه العيادات يتبعون استراتيجيات سلوكية ومعرفية مشابهة لمساعدة المرضى على التقليل من مخاوفهم.
والكثير من الناس الذين يعانون من رهبة الأسنان من الممكن معالجتهم بنجاح بطريقة «انظر، شاهد، افعل» ، وذلك مع تقديم الرعاية السنية بلطف. فالناس يخشون ما لا يفهمون، ومنطقيًّا، لا يحبون الألم أيضًا. فإذا عانى شخص ما من تجربة مؤلمة واحدة أو أكثر في عيادة الأسنان ؛ يكون خوفه عقلاني، وينبغي أن يعامل ببعض من الدعم. فالصور غير التصويرية قبل الجراحة، وخلال الجراحة وبعد الجراحة ممكن أن تفسرحاجة طب الأسنان. قد تشمل المعالجات الإدارية بعض التقنيات الدوائيّة كأخذ الحبوب، أو عن طريق الوريد، أو باستخدام أوكسيد النيترات (غاز الضحك).[بحاجة لمصدر]والأهم من ذلك هو إعطاء المريض حقنة المخدّر بغاية اللطف. كما يمكن إيجاد مناطق معينة في الفم قد تكون أكثر حساسيةً من تلك المناطق الأخرى ؛ لذلك فإنه من الممكن تزويد التخدير الموضعي (نوفاكيين) في المنطقة الأقل حساسية أولًا، ومن ثم تحريك المحقن داخل منطقة الأنسجة المخدّرة، ثم إلى المناطق الأكثر حساسية. وهذه طريقة تدل على قدرة طبيب الأسنان على تخفيف الإحساس بالألم .وفكرة أخرى مثل السماح للمخدّر(نوفاكيين) بتخدير المنطقة لمدة (5-15) دقيقة قبل البدء في علاج الأسنان .

### تقنيات سلوكية
ومن الاستراتيجيات السلوكية التي يستخدمها أطباء الأسنان طريقة التعزيز الإيجابي (مثل مدح المريض)، واستخدام لغة غير مهددة، وتقنيات أقوال وعرض و أفعال. وفي الأصل قد تم تطوير تقنية أقوال وعرض و أفعال للاستخدام في طب أسنان الأطفال. ولكن يمكن أن تستخدم أيضًا مع المرضى البالغين العصبيين. وتشمل هذه التقنية تفسيرات لفظية للإجراءات بلغة سهلة الفهم (أقوال)،تليها معاينة مشاهد وأصوات وروائح ولمس بطريقة غير مهددة للمريض (عرض)، يليها الإجراء الفعلي (أفعال).
وأما العلاجات السلوكية الأكثر تخصصًا فتشمل تعليم الأفراد تقنيات الاسترخاء، مثل التنفس البطني واسترخاء العضلات التدريجي، وكذلك التقنيات المعرفية المعتمدة على الفكر، مثل إعادة الهيكلة المعرفية والتخيّل الموجّه. وقد تبين أن كلًّا من الاسترخاء والاستراتيجيات المعرفية لها دور كبير في التقليل من رهبة الأسنان. ومن الأمثلة على التقنيات السلوكيّة تقنية إِزالَةُ التَّحَسُّسِ المَنْهَجِيَّةُ، وهي منهجية تستخدم في علم النفس للتغلب على الرهبة واضطرابات القلق الأخرى. و أحيانًا يطلق عليها «منهجية التعرّض التدريجي». فمثلًا: في حالة خوف المريض من الحقن، تتم المعالجة الأولى بأن يتعلّم مهارات الاسترخاء، ثم يتعرف تدريجيًا على الأداة التي يخاف منها (في هذه الحالة الإبرة أو المحقنة)، وتشجيع المريض على إدارة خوفه باستخدام مهارات الاسترخاء التي تعلمها مسبقًا. يتابع المريض خطوات تلقّي الحقنة مستخدمًا مهارات الاسترخاء التي تعلمها، إلى أن يصبح قادرًا على تلقي الحقن بدون خوف مطلق أو خوف بدرجة بسيطة.وقد تبيّن أن هذه المنهجية فعّالة في علاج الخوف من الإبر. كما أن إعادة الهيكلة المعرفيّة، في حال تطبيقها في حالة غير حرجة، قد تكون بديلًا مفيدًا كخطوة أولى بعد سنوات من تجنب العناية بالأسنان، وأقل تهديدًا من التعرض المباشر للمثيرات المخيفة للمريض.
ومن المثير للاهتمام أن يؤخذ بعين الاعتبار آراء الأشخاص الذين قدمت لهم العلاجات السلوكيّة من المخاوف السنيّة. ومن وجهة نظرعالم النفس، التقنيات مثل التعرّض المتدرّج، وتقنيات الاسترخاء أو تحدي التفكير الكارثي لها أهمية. ومع ذلك، فقد لُوحظ أن تصوّر الحالة من وجهة نظر المريض يمكن أن يكون مختلف تمامًا. حيث يقول بأنّ المستويات العالية من القلق والرّهبة لا ينبغي اعتبارها مقيمة فقط في داخل الفرد أو في تصوراته فقط، ولكنها موجودة في الأصل في إطار العلاقة مع طبيب الأسنان. على سبيل المثال: عندما يُطلب من المرضى الذين أكملوا البرنامج السلوكي المعرفي بنجاح أن يخبروا ما الذي قد ساعدهم على تحمّل العلاج، قاموا بذكر عدّة عوامل مثل توفير المعلومات، والوقت المستغرق في العلاج، والمراقبة من قبل طبيب الأسنان، والتفاهم مع أطباء الأسنان والاستماع إلى همومهم. وتشير تلك النتائج إلى أن معرفة نموذج القلق عند الأفراد والتقليل منه مفيد عند محاولة فهم وعلاج رهبة الأسنان.
بعض جوانب البيئة الفيزيائية أيضًا تلعب دورًا هامًا في التخفيف من المخاوف السنية. فمثلًا: التخلّص من الروائح المرتبطة بالعيادة السنية، أو ارتداء طاقم العيادة لملابس غير مخصصة للمعالجة السريرية، أو تشغيل الموسيقى في العيادة، هذه كلها أمور تساعد المرضى في إزالة واستبدال المثيرات التي تثير عندهم مشاعر الخوف. بعض المرضى القلقين يستجيبون جيدّاً لتقنيات الإلهاء مثل الاستماع إلى الموسيقى، ومشاهدة الأفلام، أو حتى باستخدام سماعات الواقع الافتراضي أثناء العلاج.

### التقنيات الدوائية
تقوم التقنيات الدوائية بإدارة الخوف عند المريض ابتداءً من التخدير الخفيف وحتى التخدير العام، وغالبًا تستخدم عن طريق طبيب الأسنان بالتعاون مع تقنيات سلوكيّة معيّنة. واحدٌ من أكثر الأدوية الشائعة المستخدمة في طب الأسنان للحد من القلق هو أوكسيد النيتروز (غاز الضحك)، والذي يتم استنشاقه من خلال قناع يُلبس على الأنف ويسبب شعورًا بالاسترخاء. وقد يصف أطباء الأسنان مجموعة من المسكّنات عن طريق الفم، مثل البنزوديازيبين كتيمازيبام (ريستوريل) ،أو ألبرازولام (زاناكس) ،أو الديازيبام (الفاليوم) ،أو تريازولام (هاليكون). ولكن دواء تريازولام (هاليكون) غير متوفر في المملكة المتحدة. ومع أنّ هذه المهدئات قد تساعد الناس وتجعلهم أكثر هدوءًا وأكثر نعاسًا، إلّا أن المرضى لا يزالون واعين، ولديهم القدرة على التواصل مع طاقم العيادة خلال المعالجة. ويتم استخدام التخدير بالبنزوديازيبينات في الوريد في ذراع أو يد المريض، وغالبًا يشار إليها باسم التخدير الواعي بدلًا من التخدير العام.في التخدير IV، يتنفس المرضى من تلقاء أنفسهم، في حين يتم مراقبة تنفسهم ومعدل ضربات قلبهم، ولكن لا يزالون يستجيبون لإشارات وعلامات يتلقونها من طبيب الأسنان. أما تحت التخدير العام، فالمرضى يكونون مخدرين بشكل أعمق، وغير قادرين على التنفس من تلقاء أنفسهم، وكذلك لا يمكنهم الاستجابة للمطالبات اللفظية والجسدية.

### المساعدة الذاتية ودعم الأقران
ركّزت الأبحاث الحديثة على دور المجتمعات المحلية على الإنترنت في مساعدة الناس على مواجهة قلقهم أو الرهبة، ومن ثم تلقي الرعاية السنية بنجاح .وتشير النتائج بأنه كان هناك دور مهم لمجموعة من الأفراد في الإفادة لتقليل القلق من المخاوف السنية عن طريق مشاركتهم في تلك المجتمعات المحلية عن طريق الإنترنت.

## رهبة الأسنان عند الأطفال
رهبة الأسنان، والمخاوف السنية، وكذلك القلق السني، كلها مصطلحات استخدمت بالتبادل في طب الأسنان لتصف حالة الانزعاج الشديدة التي يعاني منها اليافعين والبالغين في الحالات التي يحتاجون فيها لتلقي الرعاية السنية.
وينتشر القلق السني أو الرهب السنية في الأطفال والمراهقين اعتمادًا على إحصائيات عامة بما بين 5.7 ٪ و 19 ٪، بينما تشير تقديرات العالمين كلينبيرغ وبروبيرغ بعد مراجعة تلك الإحصائيات إلى أن 9 ٪ فقط من الأطفال يعانون من هذه الحالة.
وقد تم الإشارة إلى أن رهبة الأسنان هي في الواقع نوع من أنواع الرهبة المحددة، مثل رهبة إبرة الحقن. وكان من الصعب التفريق بين مشاكل إدارة السلوك أثناء تلقي العلاج السنّي وبين رهبة الأسنان. فمشاكل إدارة السلوك أثناء تلقي العلاج السني تعد سلوكات مضطربة تحد من التعاون عند تلقي العلاج، وتجعل العناية بالأسنان صعبة للغاية ومستحيلة في بعض الأحيان. وهناك حوالي 27 ٪ من الأطفال الذين يبدون هذه المشاكل يعانون من الرهبة السنية، و61% من الأطفال الذين يعانون من الرهبة السنية لديهم مشاكل إدارة السلوك عند تلقي العلاج.[بحاجة لمصدر]

### العلاج السلوكي المعرفي (الإدراكي)
وتشيرالعديد من الدراسات إلى أن الأساليب النفسية المبنية على أساس العلاج الكشفي مثل العلاج السلوكي المعرفي (CBT) تعد فعالة للتعامل مع اضطرابات القلق المتعددة. وقد أشارت تحاليل دراسات العلاج السلوكي المعرفي عند الأطفال والمراهقين أنها فعالة في علاج اضطرابات القلق مثل الأنواع الخاصة من الرهبة. وقد أقيم عدد من الدراسات للتحقيق في تأثير الأساليب العلاجية المعرفية والسلوكية بالتزامن مع علاج قلق الأسنان لدى البالغين. وأما الركيزة الأساسية للعلاج السلوكي المعرفي هي مبدأ التعرض، بدعم من التمارين المنزلية بمساعدة الوالدين.